# 林樹德
林樹德（？—？），字與成，直隸松江府華亭縣人，民籍，明朝政治人物。

## 生平
應天府鄉試第二十五名舉人。嘉靖四十四年（1565年）中式乙丑科三甲第一百一十二名進士。

## 家族
曾祖林廷訓；祖父林蘭；父林鵠，封翰林院編修。母沈氏（贈孺人）。